# Jiří Barta
Jiří Barta (Praga, 26 de novembre de 1948) és un director txec d'animació stop-motion. Moltes de les seves pel·lícules utilitzen la fusta com a mitjà per a l'animació. Entre les seves pel·lícules destacades hi ha Krysař de 1986.
El 2007 va estrenar el seu primer curtmetratge d'animació per ordinador anomenat Domečku, vař animat en un estudi d'Alkay Animation i el 2009 va estrenar un nou llargmetratge d'animació de titelles, Na půdě aneb Kdo má dneska narozeniny?.

## Biografia
Jiří Barta va néixer a Praga. El 1969 va començar a estudiar gràfics de cinema i televisió a l'Acadèmia d'Arts, Arquitectura i Disseny de Praga. Va fer la primera pel·lícula d'animació el 1978 amb l'estudi de Jiří Trnka.
A l'Acadèmia d'Arts, Arquitectura i Disseny de Praga dirigeix l'estudi de gràfics de cinema i televisió. Va ser nomenat professor associat el 1993 i professor el 2001. A més de la docència, col·labora amb projectes de teatre i cinema.

## Filmografia
Llargmetratges
- Krysař (1986)
- Na půdě aneb Kdo má dneska narozeniny? (2009)
- Autopohadky (2011) (agraïment especial)
- The Golem (TBA)[3]

Curtmetratges
- Hádanky za bonbón (1978)
- Projekt (1981)
- Diskžokej (1981)
- Zaniklý svět rukavic (1982)
- 'Balada o zeleném dřevu (1983)
- Poslední lup (1987)
- Klub odložených (1989)
- Golem (1993)
- Domečku, vař! (2007)
- Yuki Onna (2013)